# پتی-ردرشن
پتی-ردرشن (به فرانسوی: Petit-Réderching) یک کمون در فرانسه است که در Canton of Rohrbach-lès-Bitche واقع شده‌است.

## خصوصیات
پتی-ردرشن ۱۱ کیلومترمربع مساحت و ۱٬۴۹۸ نفر جمعیت دارد.